# Огилви, Иоанн
Иоанн Огилви  (Джон Огилви, фр. John Ogilvie; 1579, Keith, Keith — 10 марта 1615, Глазго, Ланаркшир) — святой Римско-Католической Церкви, член монашеского ордена иезуитов, священник, мученик.

## Биография

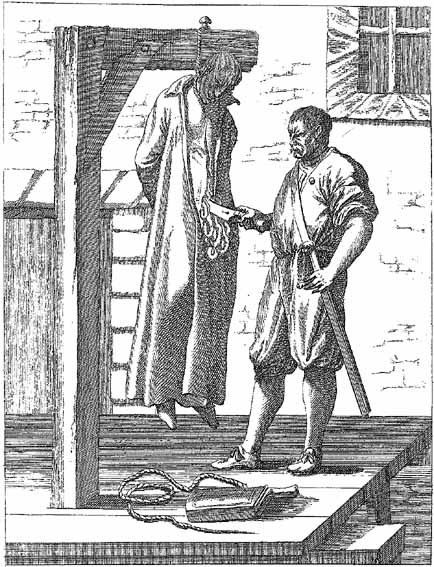
Казнь Иоанна Огилви, гравюра неизвестного автора

Иоанн Огилви родился в 1579 году в кальвинистской семье. В возрасте 15 лет отправился на учебу во Францию, откуда в 1595 году отправился в Лёвен, затем — в Регенсбург и Оломоуц. Изучая философию и теологию, Иоанн Огилви обратился в католицизм. 24 декабря 1599 года, будучи в Брно, вступил в монашеский орден иезуитов. В 1610 году Иоанн Огилви был рукоположен в священника. В 1611 году Иоанн Огилви отправился в Руан, где готовился к возвращению на родину, чтобы там заниматься проповеднической деятельностью. Прибыв в Шотландию, Иоанн Огилви под вымышленным именем Уотсона служил в тайных условиях католические мессы среди шотландских католиков. 4 октября 1614 года Иоанн Огилви был арестован за незаконную деятельность. Его подвергли пыткам и приговорили к смертной казни через повешение.

## Почитание
Иоанн Огилви был беатифицирован 22 ноября 1929 года Римским Папой Пием XI и канонизирован 17 октября 1976 года Римским Папой Павлом VI.
День памяти в Католической Церкви — 10 марта.

## Источник
- Blessed John Ogilvie; an account of his imprisonment and martyrdom; written by himself, (trad. Collins, T.), Glasgow, 1957.
- FORD, D.: A Highlander for heaven: the life of St John Ogilvie, Rome, 1976.
- MOLINARI, P.: St John Ogilvie: 1579—1615, Roma, 1976.
- QUINN, J.: A Cavalier for Christ: John Ogilvie S.J. (1579—1615), Glagow, 1976.